# Phyllachora sporoboli
Phyllachora sporoboli är en svampart som beskrevs av Pat. 1903. Phyllachora sporoboli ingår i släktet Phyllachora och familjen Phyllachoraceae.   Inga underarter finns listade i Catalogue of Life.